# جغرافیای آلاسکا

مقایسه نمایش آلاسکا بر روی نقشه‌های و پهنه واقعی آن در مقایسه با خاک آمریکا.

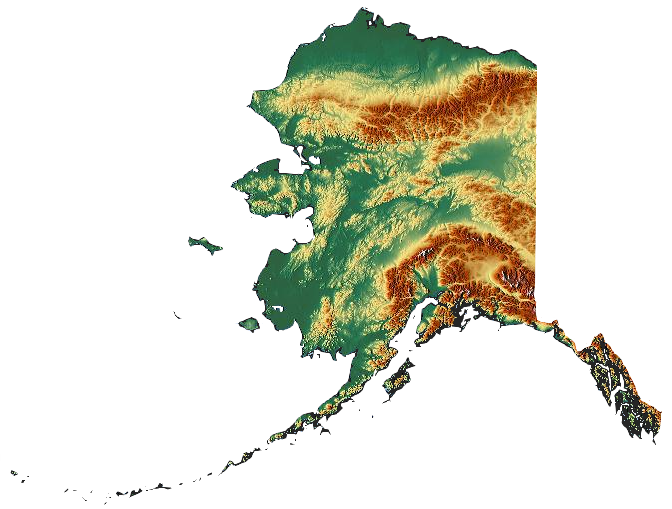
نقشه ناهمواری‌های آلاسکا.

آلاسکا در کنار هاوایی، یکی از دو ایالت ایالات متحده است که با ایالت دیگری همسایه نیست. آلاسکا به صورت یک برون‌بوم از ایالات متحده است و با بقیه خاک این کشور پیوستگی ندارد.
برای رفتن از آلاسکا به نزدیک‌ترین ایالت دیگر آمریکا به آن، یعنی ایالت واشینگتن، باید از حدود ۸۰۰ کیلومتر از خاک کانادا گذشت. آلاسکا و هاوایی همچنین تنها ایالت‌های آمریکا هستند که مرکز آن‌ها تنها با کشتی یا هواپیما قابل دسترسی است. هیچ جاده‌ای جونو، مرکز ایالت آلاسکا، را به بقیه قاره متصل نمی‌کند. خط ساحلی اقیانوسی در آلاسکا بیش از سایر ایالات آمریکا است.  
آلاسکا از شرق با ایالت‌های یوکان و بریتیش کلمبیای کانادا، از جنوب با خلیج آلاسکا و اقیانوس آرام، از غرب با روسیه (ناحیه خودگردان چوکوتکا)، دریای برینگ، تنگه برینگ و دریای چوکچی و از سوی شمال با دریای بوفورت و اقیانوس منجمد شمالی هم‌مرز است. 
از آنجا که سرزمین آلاسکا تا نیم‌کره شرقی گسترش می‌یابد، آن را می‌توان هم غربی‌ترین و هم شرقی‌ترین ایالت ایالات متحده آمریکا به‌شمار آورد. آلاسکا شمالی‌ترین ایالت این کشور هم هست. آلاسکا با مساحت ۱٬۴۷۷٬۳۰۰ کیلومتر مربع، از نظر مساحت بزرگترین ایالت در ایالات متحده است. ایالت بزرگ بعدی آمریکا یعنی تگزاس، نصف آلاسکا مساحت دارد. آلاسکا کمی بزرگتر از ایران اما کمی کوچکتر از لیبی است.
آلاسکا ۳٫۵ میلیون دریاچه ۲۰ هکتاری یا بزرگتر را در خود جای داده‌است. سرزمین‌های مردابی و تالاب‌های یخ‌زده ۴۸۷٬۷۰۰ کیلومتر مربع از خاک آن را پوشش می‌دهد (بیشتر در مناطق دشتی شمالی، غربی و جنوب غربی). آب منجمد، به صورت یخ یخچالی، حدود ۴۱۰۰۰ کیلومتر مربع از این  سرزمین و ۳۱۰۰ کیلومتر مربع از منطقه جزر و مدی آن را پوشش می‌دهد. مجموعه یخچال‌های برینگ در نزدیکی مرز جنوب شرقی با یوکان کانادا ۲۲۵۰ مایل مربع مساحت دارد.

## بزرگ‌ترین‌ها
بلندترین کوه در آلاسکا دنالی (کوه مک‌کینلی) است که با ۶۱۹۳ متر بلندترین کوه آمریکای شمالی نیز هست. آلاسکا دارای ۳۹ رشته‌کوه است که ۱۷ چکاد از ۲۰ قله مرتفع ایالات متحده را در خود دارند.
بزرگترین دریاچه آب شیرین طبیعی آلاسکا، ایلیامنا نام دارد که ۲۶۰۰ کیلومتر مربع را می‌پوشاند. به جز بیش از ۳ میلیون دریاچه کوچک، آلاسکا دارای ۹۴ دریاچه نسبتاً بزرگ‌تر نیز می‌باشد.
بیش از ۳۰۰۰ رودخانه در این ایالت وجود دارد. طولانی‌ترین رودخانه ایالت آلاسکا رود یوکان است. رودخانه یوکان از نظر طول پس از رودخانه‌های می‌سی‌سی‌پی و میسوری، در رده سوم رودخانه‌های آمریکا قرار دارد.
بزرگترین جزیره آن، کودیاک است در خلیج آلاسکا. در این ایالت ۱۸۰۰ جزیره نام‌گذاری‌شده وجود دارد که ۱۰۰۰ مورد از آنها در جنوب شرقی آلاسکا واقع شده‌اند. پرجمعیت‌ترین شهر آلاسکا انکوریج است با ۲۵۰٬۰۰۶ نفر (برآورد ۱۹۹۴) جمعیت. پهناورترین شهر آلاسکا، سیتکا است و پس از آن جونو در جایگاه دوم قرار دارد.

## آب‌وهوا
آلاسکا دارای آب و هوای گوناگونی است که تحت تأثیر جریان اقیانوس‌ها پدید آمده‌است. سواحل غربی زیر تاثیر جریان دریایی آلاسکا است که آب‌های نسبتاً گرم اقیانوس آرام را به سمت شمال و غرب در امتداد جزایر جنوبی آلیوت همراه می‌آورند. آن آب‌های گرم اقیانوسی وارد دریای برینگ می‌شوند و سپس در امتداد ساحل شمالی آلیوتی‌ها به سمت شرق جریان می‌یابند. آمیختن این آب گرم با آب سرد دریای برینگ باعث ایجاد یک کانون کم‌فشار جوی می‌شود که به «کم‌فشار آلیوتی» معروف است. از طرف دیگر، ساحل رو به قطب شمال آلاسکا زیر تاثیر یک جریان اقیانوسی سرد رو به غرب قرار دارد.
در حالی که هوا در آلاسکا مقداری غیرقابل پیش‌بینی است اما فصل تابستان (اواسط ژوئن تا اواسط اوت) معمولاً معتدل‌ترین و گرم‌ترین زمان سال است، به‌ویژه در مناطق داخلی که دما می‌تواند به بیش از ۲۷ درجه سانتی‌گراد برسد. در شهر فربنکس دما در این ماه‌ها حتی به ۳۳ درجه هم می‌رسد. دمای عصر و شامگاه در آلاسکا در تابستان نیز معمولاً خنک است.
نواحی جنوبی و کرانه‌ای آلاسکا در بعضی از سال‌ها ابری همراه با رگبار است با دمای متوسط تابستان بین ۴ تا ۱۵ درجه سانتی‌گراد. دمای زمستان در آلاسکا از نوامبر تا مارس از منفی ۱۸ تا منفی ۳۵ درجه سانتی‌گراد است. در حالی که ممکن است طی تمام تابستان در آلاسکا باران ببارد، ماه مه اغلب خشک‌ترین ماه و سپتامبر به‌طور معمول مرطوب‌ترین ماه این ایالت به‌شمار می‌آید.

## نگارخانه

پل خشکی برینگیا در دوران باستان.
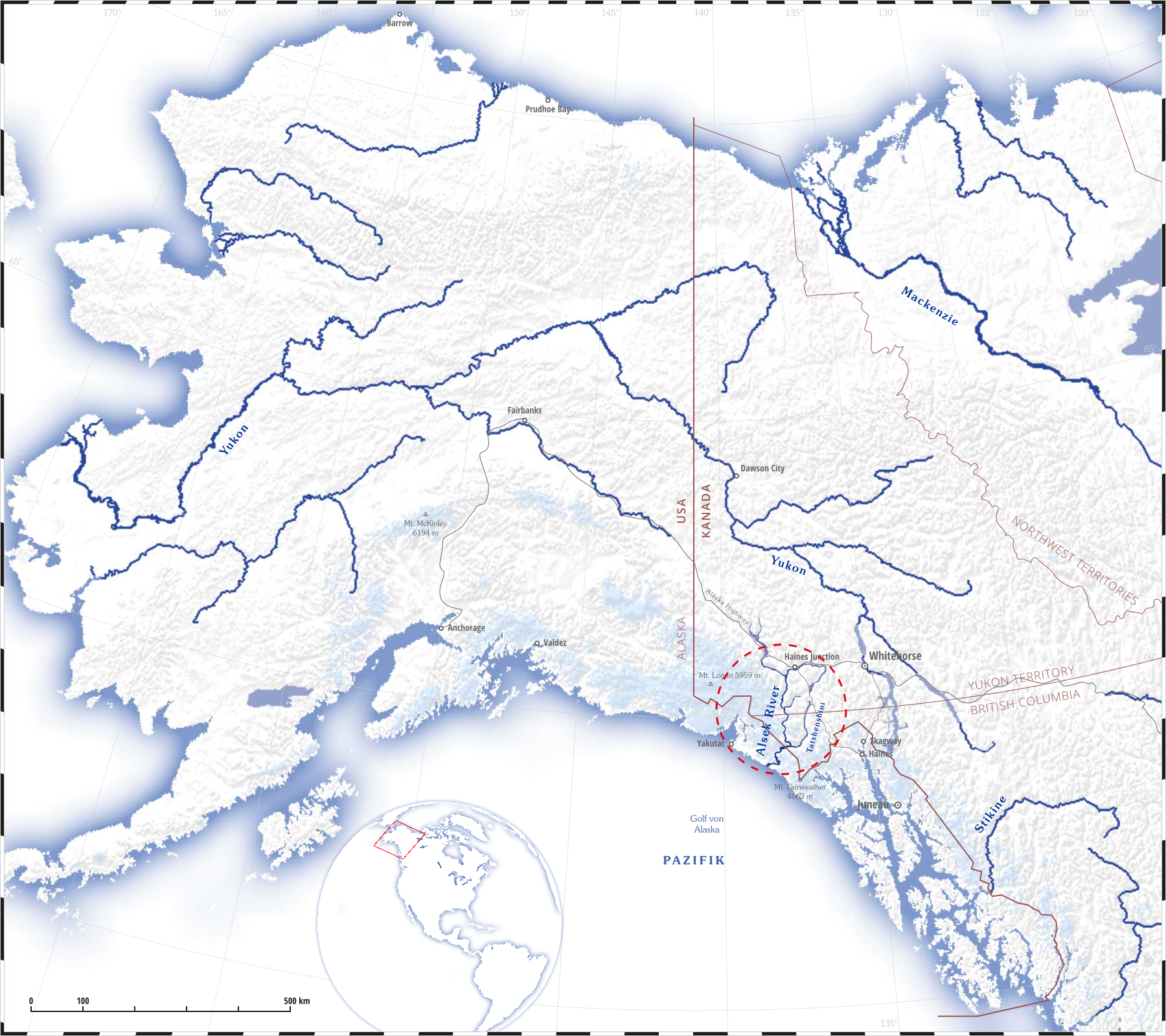
رودخانه‌ها در آلاسکا.
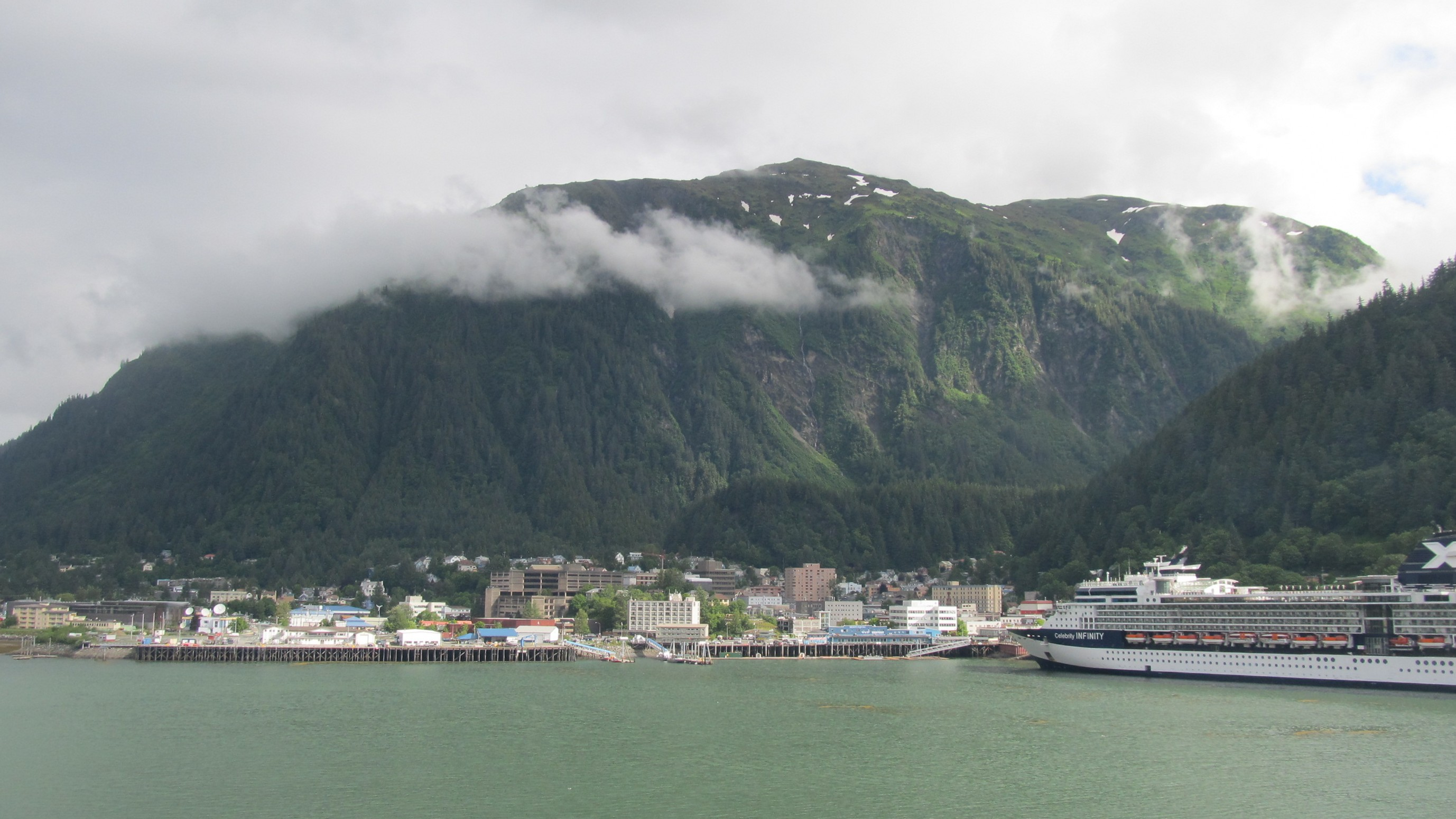
شهر جونو، مرکز ایالت.
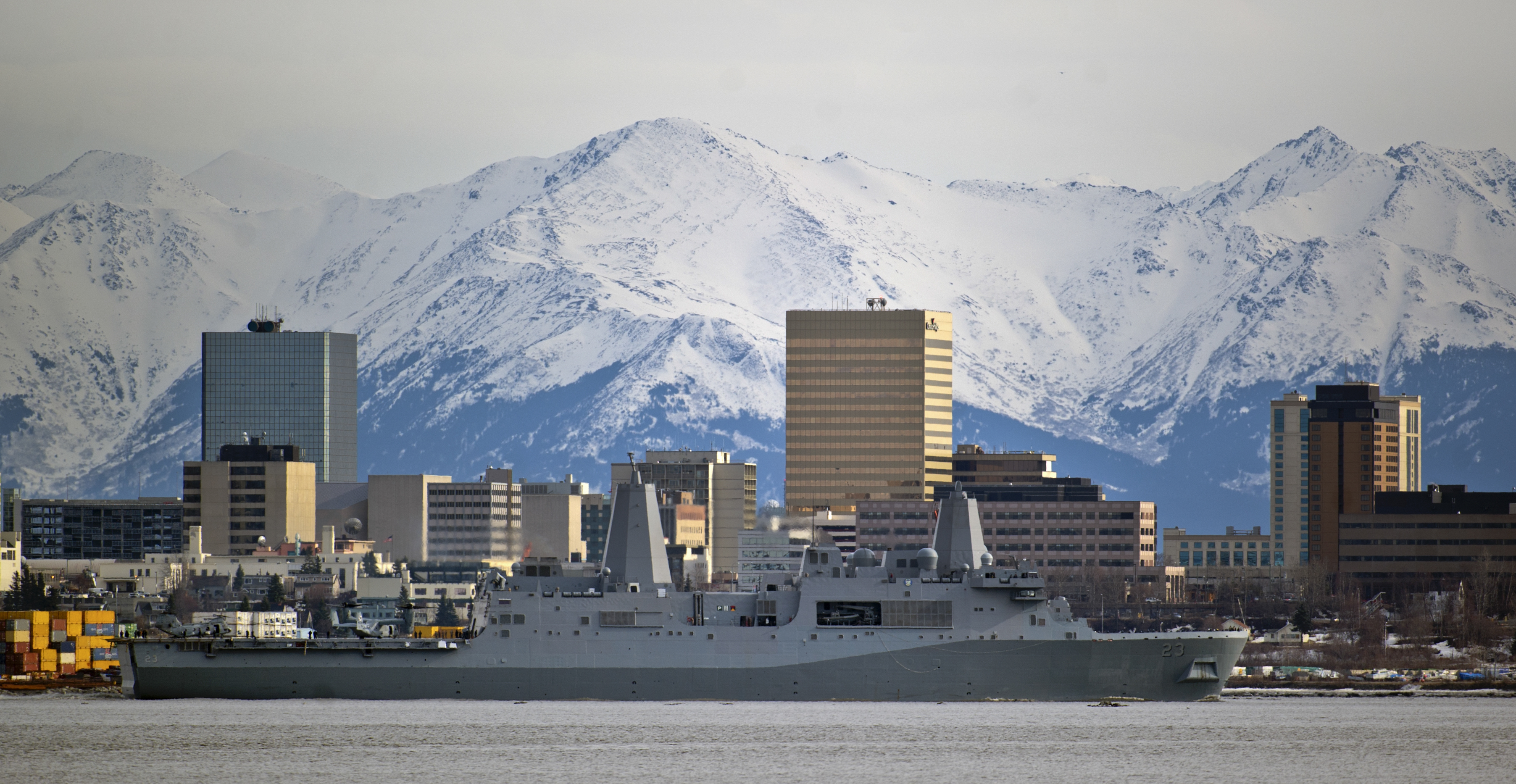
شهر انکوریج، پرجمعیت‌ترین در ایالت.
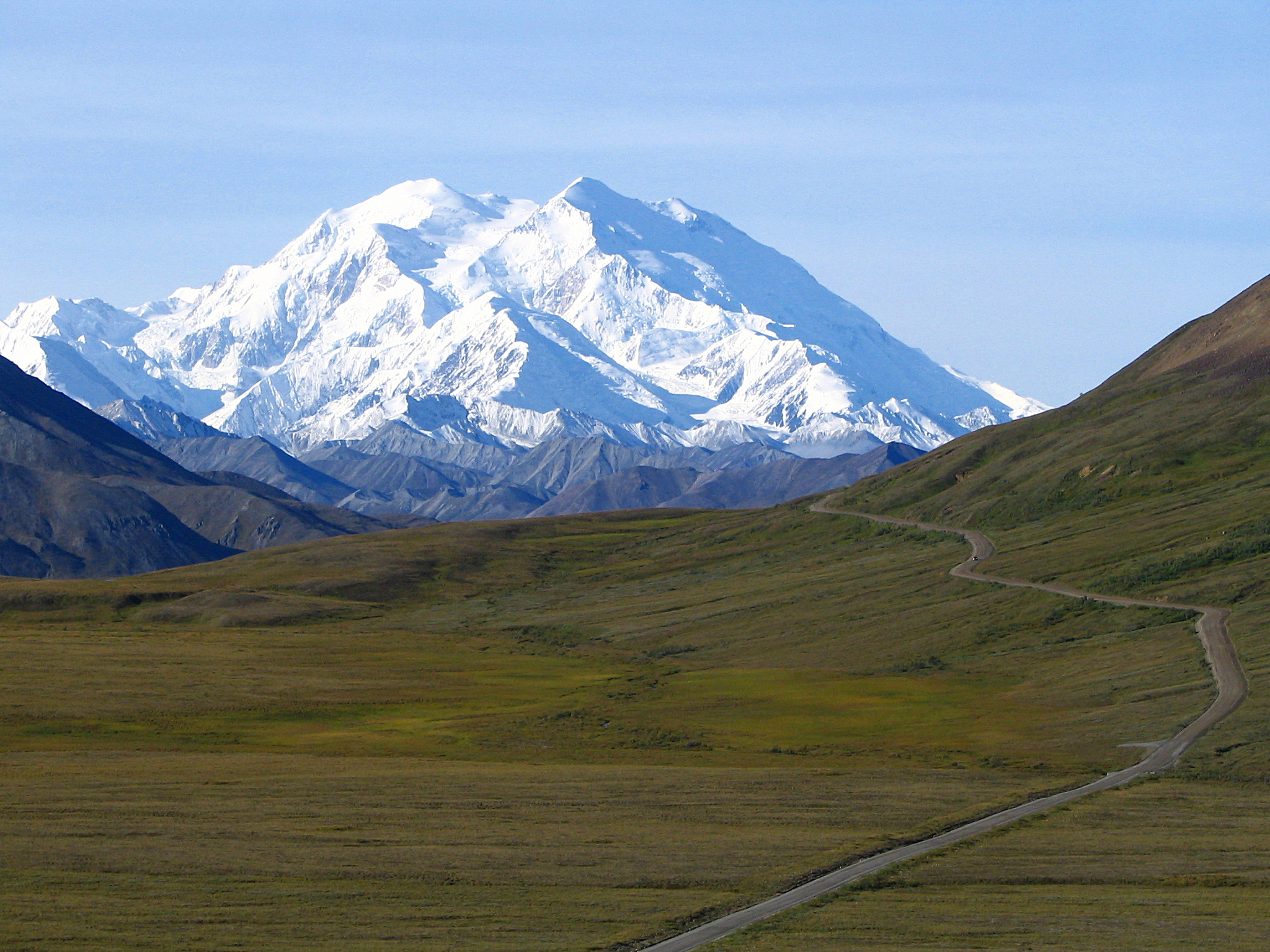
دنالی (کوه مک‌کینلی) بلندترین کوه آمریکای شمالی.